# Acrorchis
Acrorchis, monotipski rod jednosupnica iz porodice kaćunovki. Jedina vrsta je Acrorchis roseola koja raste jedino u Panami i Kostariki.
Raste kao malen epifit na najvišim grebenima i vrhovima na stjenovitim padinama na nadmorskoj visini od 850 do 2400 metara. Povremeno se javlja i kao geofit.